# Teorema della probabilità composta
Il teorema della probabilità composta deriva dal concetto di probabilità condizionata
{\displaystyle \ {\mbox{P}}(A\cap B)={\mbox{P}}(B){\mbox{P}}(A|B)={\mbox{P}}(A){\mbox{P}}(B|A),}
per cui la probabilità che si verifichino entrambi i due eventi è pari alla probabilità di uno dei due eventi moltiplicato con la probabilità dell'altro evento condizionato al verificarsi del primo.
Nel caso di indipendenza stocastica si ottiene che la probabilità congiunta è pari al prodotto delle probabilità:
{\displaystyle \ {\mbox{P}}(A\cap B)={\mbox{P}}(A){\mbox{P}}(B).}
A volte la probabilità congiunta viene anche indicata con
{\displaystyle \ {\mbox{P}}(A,B).}
Il teorema della probabilità composta può essere generalizzato al caso dell'intersezione di un numero arbitrario di eventi:
{\displaystyle \ {\mbox{P}}(A_{1}\cap A_{2}\cap A_{3}\cap ...\cap A_{n})={\mbox{P}}(A_{1}){\mbox{P}}(A_{2}|A_{1}){\mbox{P}}(A_{3}|A_{1}\cap A_{2})...{\mbox{P}}(A_{n}|A_{1}\cap ...\cap A_{n-1})}